# Jürg Amann
Jürg Amann (Winterthur, Suiza, 2 de julio de 1947-Zúrich, Suiza, 5 de mayo de 2013) dramaturgo suizo germanófono. Ha escrito para la radio y una biografía de Robert Walser.

## Biografía
Es hermano del pintor Urs Amann y su padre trabajaba en una imprenta y era poeta, asistió al instituto en Winterthur y estudió filología germánica y comunicación en la Universidad de Zúrich y la Universidad Libre de Berlín presentando un doctorado en la de Zúrich sobre Franz Kafka. Enseguida trabajó como periodista en Zúrich y Berlín y como dramaturgo del Schauspielhaus.

## Premios
- 1982 Ingeborg-Bachmann-Preis
- 1983 Conrad-Ferdinand-Meyer-Preis

## Obra
- Das Symbol Kafka, Berna 1974
- Die Korrektur, Viena 1977
- Hardenberg, Aarau 1978
- Verirren oder Das plötzliche Schweigen des Robert Walser, Aarau 1978
- Die Kunst des wirkungsvollen Abgangs, Aarau 1979
- Die Baumschule, Múnich 1982
- Büchners Lenz, Viena 1983
- Nachgerufen, Múnich 1983
- Ach, diese Wege sind sehr dunkel, Múnich 1985
- Patagonien, Múnich 1985
- Robert Walser, Múnich 1985
- Fort, Múnich 1987
- Nach dem Fest, Múnich 1988
- Der Rücktritt, Zelg-Wolfhalden 1989
- Tod Weidigs, Múnich 1989
- Der Vater der Mutter und Der Vater des Vaters, Düsseldorf 1990
- Der Anfang der Angst, Düsseldorf 1991
- Widerschein, Innsbruck 1991 (con Friederike Mayröcker y Julian Schutting)
- Zwei oder drei Dinge, Innsbruck 1993
- Über die Jahre, Innsbruck 1994
- Und über die Liebe wäre wieder zu sprechen, Innsbruck 1994
- Rondo und andere Erzählungen, Zúrich 1996
- Schöne Aussicht, Innsbruck 1997
- Ikarus, Zürich 1998
- Iphigenie oder Operation Meereswind, Düsseldorf 1998
- Golomir, Weitra 1999
- Kafka. Wort-Bild-Essay (con Albert T. Schaefer), Innsbruck 2000
- Am Ufer des Flusses. Erzählung, Innsbruck 2001
- Kein Weg nach Rom (con Albert T. Schaefer), Düsseldorf 2001
- Mutter töten, Prosa, Innsbruck 2003
- Sternendrift. Ein amerikanisches Tagebuch (con Silvio Blatter), Düsseldorf 20031
- Wind und Weh. Abschied von den Eltern, Düsseldorf 2005
- Pornographische Novelle, Colonia 2005
- Übermalungen-Überspitzungen. Van-Gogh-Variationen (con Urs Amann), Innsbruck 2005
- Zimmer zum Hof, Erzählungen, Innsbruck 2006
- Pekinger Passion, Zúrich und Hamburgo 2008
- Nichtsangst. Fragmente auf Tod und Leben, Innsbruck 2008
- Die kalabrische Hochzeit, Roman, Zúrich 2009
- Die Reise zum Horizont, Novelle, Innsbruck 2010
- Der Kommandant : Monolog, Zürich : Arche-Literatur-Verlag, 2011
- Die Briefe der Puppe. Nimbus, Wädenswil 2011, ISBN 978-3-907142-57-8
- Letzte Lieben. Arche, Zürich 2011, ISBN 978-3-7160-2671-7
- Ein Lied von Sein und Schein. Nimbus, Wädenswil 2012, ISBN 978-3-907142-70-7
- Vater, warum hast du mich verlassen. Arche, Zürich 2013, ISBN 978-3-71602-694-6
- Die erste Welt. Nimbus, Wädenswil 2013, ISBN 978-3-907142-89-9